# 銳頜龍屬
銳頜龍屬（學名：Genyodectes）是角鼻龍下目的一屬恐龍，生活於下白堊紀的南美洲。正模標本（編號MLP 26-39）是一個完整的鼻端，包括前上頜骨、部份上頜骨、右及左齒骨、一些牙齒、左夾板骨碎片及部份冠突骨。這些都是在阿根廷丘布特省發現的。這些化石都保存得較差，而有一些仍保持連接的關節。銳頜龍的前上頜骨有相對較大及向前傾的牙齒，牠的學名亦是因這些牙齒而得來。

## 分類
由於銳頜龍的化石都是碎片，而其準確的發現位置及地層亦存疑，故牠一直被認為是疑名。直到2004年，一份重新描述似乎重新確立此屬的有效性。在1901年，英國古生物學家亚瑟·史密斯·伍德沃德爵士描述、命名了銳頜龍，是繼酋長龍後的第二個被命名的南美洲非鳥類恐龍；也是至1970年代以前，最完整的南美洲獸腳亞目恐龍。在過去十年內，正模標本曾被歸類於斑龍科、暴龍科、獸腳亞目的位置不明屬、以及阿貝力龍科（有可能是阿貝力龍的次異名）。直到將附加於正模標本的人工部份移除後，才能對這個標本能作出重新的評估。在2004年的重新述敘，指出這個標本缺乏阿貝力龍科及暴龍科的主要共有衍徵，但卻有很多新角鼻龍類的特徵。這顯示銳頜龍較衍生的阿貝力龍科更接近角鼻龍。再者，根據骨頭的保存及歷史紀錄，該標本有可能是從Cerro Barcino地層（阿普第階到阿爾比階）中挖掘的。

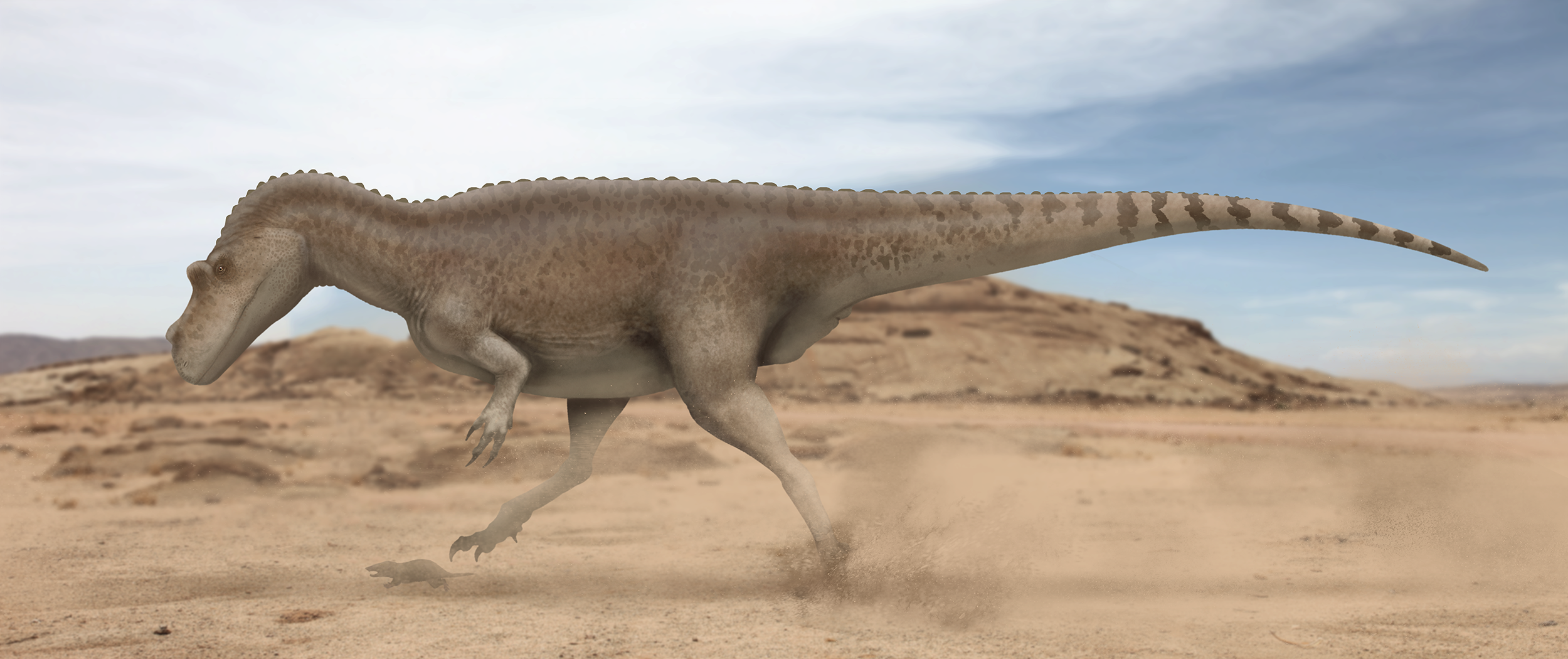
銳頜龍的生態復原圖
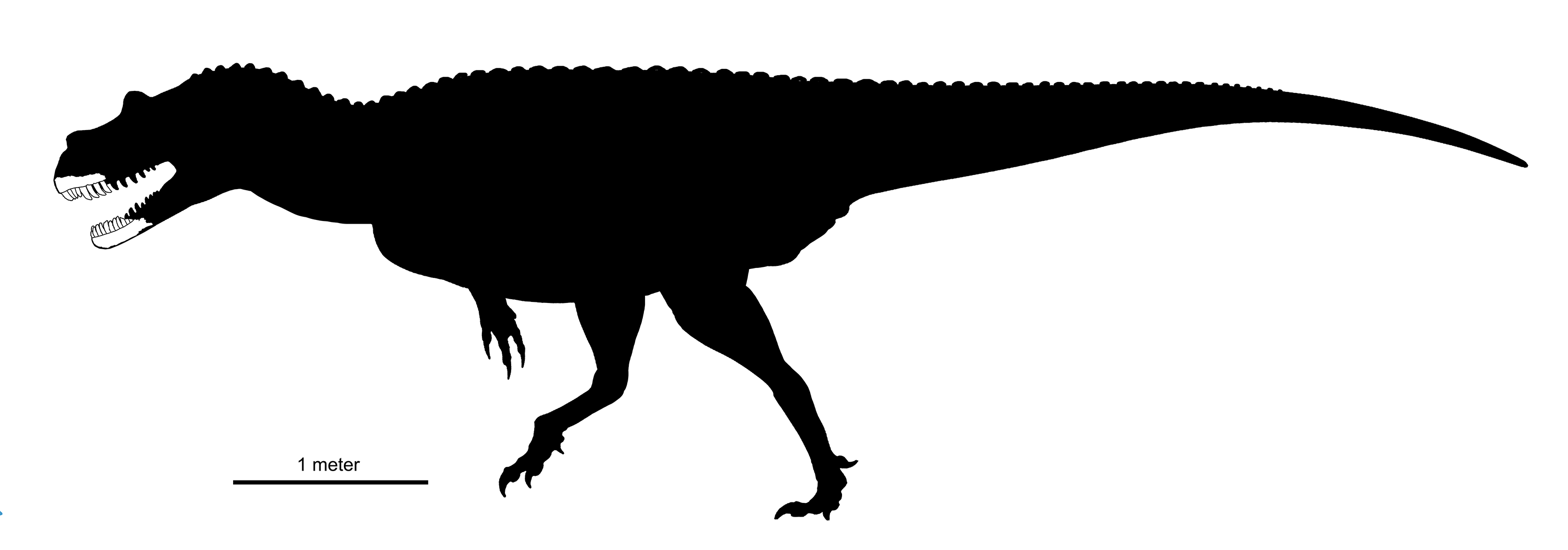
銳頜龍已發現的化石部位
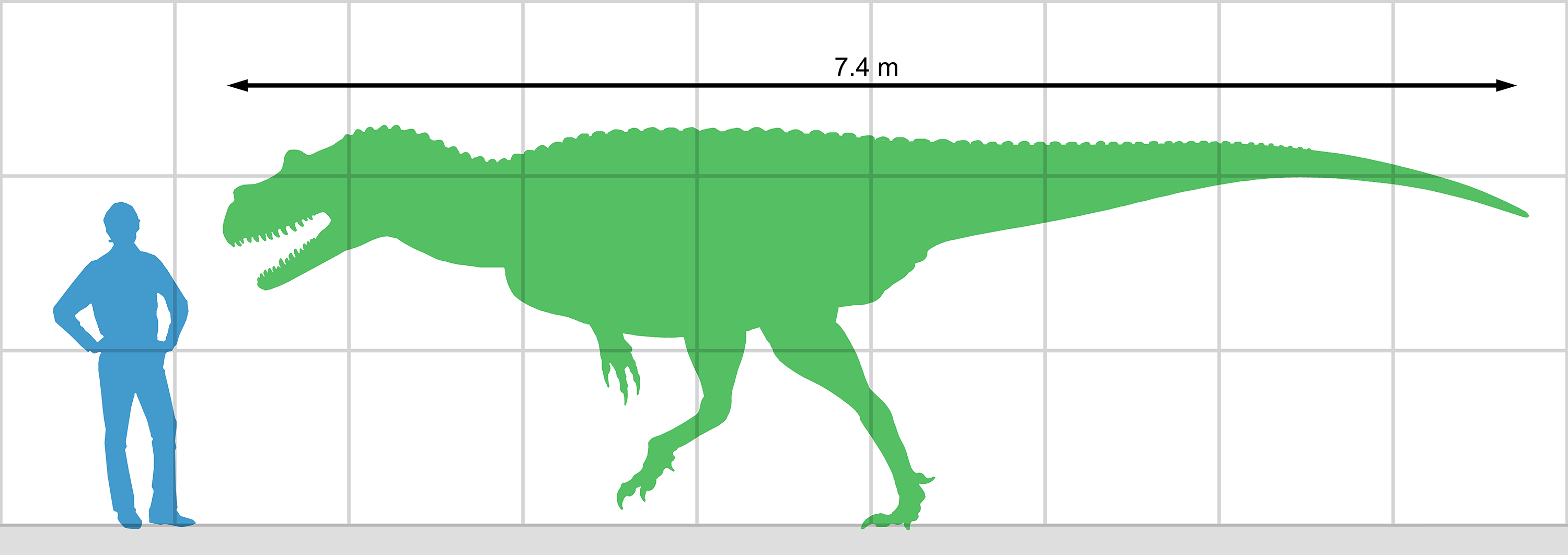
銳頜龍與人類的體型比較

## 鑑定
在2004年，奧利佛·勞赫（Oliver Rauhut）將銳頜龍定義為擁有下特徵：前上頜骨的牙齒以雁行方式重疊排列，而上頜骨的最長牙齒齒冠大於下頜厚度最薄處，這些特徵與其他所有獸腳類恐龍不同，可能除了角鼻龍以外。而銳頜龍擁有4顆前上頜骨牙齒，角鼻龍擁有3顆。